# Ermita de San Roque (Jérica)
La ermita de San Roque, sita en la calle de La Corte de Jérica (Provincia de Castellón, España) fue construida por los maestros canteros Pascual Julve y Pedro Bonarés, maestros canteros en el siglo XIII en estilo gótico valenciano. 
La actual ermita de San Roque se halla ubicada en la parte baja del castillo, dentro del primer recinto amurallado -tangente a él- y sobre anterior construcción árabe.
En el siglo XIII se edifica como iglesia con arcos fajones apuntados y, posteriormente, una vez abandonada la obra, se cubre con techumbre de madera en vertientes a dos aguas, para impedir la ruina de lo edificado. En 1384 se contratan las obras de la iglesia gótica, con ábside poligonal y crucero, envolviendo a la primitiva.
La actual percepción del edificio responde a las diversas intervenciones. Es de planta irregular debido a las posteriores anexiones y de acceso lateral a la nave donde se ubica actualmente el altar mayor. Lateralmente a esta nave, cuyo primer tramo está cubierto mediante bóveda de crucería, está situado el ábside poligonal, en cuya fachada frontal se abre hueco apuntado. Frente al ábside, arcos apuntados dando inicio -a partir de la tercera crujía- a la nave preexistente.
Su cuerpo principal está construido en el estilo denominado "Gótico de Reconquista", de los pocos ejemplos que restan en todo el territorio valenciano de este estilo y la cabecera, de estilo gótico inicial. 
La importancia de esta ermita reside en el hecho de poder contemplar en ella el paso del arte árabe al gótico.